# Leptodiaptomus moorei
Leptodiaptomus moorei is een eenoogkreeftjessoort uit de familie van de Diaptomidae. De wetenschappelijke naam van de soort is voor het eerst geldig gepubliceerd in 1954 door Wilson M.S..